# Gelis schizocosae
Gelis schizocosae är en stekelart som beskrevs av Barron och Bisdee 1977. Gelis schizocosae ingår i släktet Gelis och familjen brokparasitsteklar. Inga underarter finns listade i Catalogue of Life.